# Chrysogaster jaroslavensis
Chrysogaster jaroslavensis är en tvåvingeart som beskrevs av Aleksandr Stackelberg 1922. 
Chrysogaster jaroslavensis ingår i släktet ängsblomflugor, och familjen blomflugor. Inga underarter finns listade i Catalogue of Life.